# Vinicius Mello
Vinicius Silveira de Mello, noto semplicemente come Vinicius Mello (Sapucaia do Sul, 19 agosto 2002), è un calciatore brasiliano, attaccante dell'Al-Jazira.

## Caratteristiche tecniche
È un'ala sinistra.

## Carriera
Cresciuto nel settore giovanile dell'Internacional, debutta in prima squadra il 2 marzo 2021 in occasione dell'incontro del Campionato Gaúcho vinto 1-0 contro la Juventude; il 17 giugno seguente esordisce anche nel Brasileirão rimpiazzando Yuri Alberto al 76' dell'incontro perso 1-0 contro l'Atlético Mineiro.
Il 13 dicembre 2021 viene acquistato per una cifra vicina ai 2 milioni di dollari dal neo ammesso club di MLS, lo Charlotte FC; firmando un contratto fino al 2025 con opzione fino al 2026.
Nel 2024 ha trascorso mezza stagione al Čukarički, club della prima divisione serba.

## Statistiche
Statistiche aggiornate al 16 dicembre 2021.

### Presenze e reti nei club
| Stagione        | Squadra         | Campionato      | Campionato | Campionato | Coppe nazionali | Coppe nazionali | Coppe nazionali | Coppe continentali | Coppe continentali | Coppe continentali | Altre coppe | Altre coppe | Altre coppe | Totale | Totale | Totale |
| Stagione        | Squadra         | Comp            | Pres       | Reti       | Comp            | Pres            | Reti            | Comp               | Pres               | Reti               | Comp        | Pres        | Reti        | Pres   | Reti   |        |
| --------------- | --------------- | --------------- | ---------- | ---------- | --------------- | --------------- | --------------- | ------------------ | ------------------ | ------------------ | ----------- | ----------- | ----------- | ------ | ------ | ------ |
| 2021            | Internacional   | PD/RS+A         | 3+8        | 0          | CB              | 0               | 0               | CL                 | 2                  | 0                  |             | -           | -           | 13     | 0      |        |
| 2022            | Charlotte FC    | MLS             | -          | -          |                 | -               | -               |                    | -                  | -                  |             | -           | -           | 0      | 0      |        |
| Totale carriera | Totale carriera | Totale carriera | 11         | 0          |                 | 0               | 0               |                    | 2                  | 0                  |             | -           | -           | 13     | 0      |        |

## Palmarès

### Club

#### Competizioni nazionali
- Coppa di Lega emiratina: 1

Al-Jazira: 2024-2025